# جولی استاور
جولی استاور (انگلیسی: Julie Staver؛ زادهٔ april ۴, ۱۹۵۲ (۷۲ سال)) ورزشکار هاکی روی چمن اهل ایالات متحده آمریکا است.
وی در مسابقات کشوری و بین‌المللی در مجموع برندهٔ ۱ مدال برنز شده‌است.